# Aker Solutions

Aker Kværner é um conglomerado norueguês que atua nos setores de construção, engenharia e manutenção de unidades industriais.